# Dragocjeni metali
Dragocjeni metali su rijetki metalni kemijski elementi velike ekonomske vrijednosti. Manje su kemijski reaktivni od većine elemenata, imaju visok sjaj, mekši su i kovniji te imaju više talište od drugih metala. Kroz povijest su dragocjeni metali bili važni kao novac, a danas se smatraju uglavnom kao predmet investiranja i industrijski artikli.
Najpoznatiji dragocjeni metali su zlato i srebro. Iako imaju industrijsku primjenu, više se povezuju s upotrebom u umjetnosti, izradi nakita i kovanog novca. U dragocjene metale također se ubrajaju platinski metali: rutenij (Ru), rodij (Rh), paladij (Pd), osmij (Os), iridij (Ir) i platina (Pt). Osim njih, među dragocjene metale ubraja se još i renij (Re).
Plemeniti metali su metali koji imaju specifične osobine i rijetki su u prirodi. Najčešće se koriste za izradu nakita, a ranije su se koristili za izradu novca (zlatnici, srebrenjaci itd). U grupu plemenitih metala spadaju zlato, srebro, platina, iridij, paladij, osmij, rutenij, rodij, a koriste se najčešće kao legure. Pored toga što se koriste za izradu nakita, koriste se za specijalne vrste lemova i kontakata, a u novije vrijeme imaju veliku primjenu u medicini.

## Vanjske poveznice
- Plemeniti metali Hrvatska tehnička enciklopedija, portal hrvatske tehničke baštine. LZMK